# William Draper Harkins
William Draper Harkins (28 décembre 1873 - 7 mars 1951) est un physico- chimiste américain, connu pour ses contributions à la chimie de surface et à la chimie nucléaire. Harkins étudie la structure du noyau atomique et est le premier à proposer le principe de la Fusion nucléaire, quatre ans avant que Jean Baptiste Perrin ne publie sa théorie en 1919-20. Ses découvertes permettent, entre autres, le développement de la Bombe H. En tant que professeur invité avec Fritz Haber en 1909, il est initié à l'étude de la tension superficielle, et il commence à travailler sur la théorie des solutions et de la solubilité lors d'une visite au MIT en 1909-1910.

## Biographie
Harkins est né à Titusville, en Pennsylvanie, et obtient un doctorat de l'Université Stanford en 1907. Il enseigne ensuite la chimie à l'Université du Montana de 1900 à 1912, puis passe le reste de sa carrière à l'Université de Chicago.
Harkins prédit correctement l'existence du neutron en 1920 (en tant que complexe proton-électron) et est le premier à utiliser le mot « neutron » en relation avec le noyau atomique,. Le neutron est détecté expérimentalement par James Chadwick en 1932. Au début des années 1930, Harkins construit un cyclotron. À partir d'expériences avec cela, il conclut que le soleil pourrait être alimenté par la fusion nucléaire. Parmi les autres scientifiques de l'Université de Chicago qui utilisent ce cyclotron, il y a Enrico Fermi, qui effectue des expériences de diffusion de neutrons. Depuis 1978, la culasse magnétique du cyclotron construit par Harkins est exposée au Laboratoire Fermi.
Robert Mulliken, Lyle Benjamin Borst (en), Calvin Souther Fuller (en), Martin Kamen, Henry Winston Newson, Samuel Allison et Robert James Moon, Jr. sont ses étudiants.
Harkins est mort à Chicago. Il est enterré au cimetière d'Oak Woods.